# Antoine Hérouard
Pour les articles homonymes, voir Hérouard.
Antoine Hérouard, né le 10 août 1956 à Neuilly-sur-Seine, est un  évêque catholique français. Ancien secrétaire de la Conférence des évêques de France, il est recteur du séminaire pontifical français de Rome de 2014 à 2017. Du 22 février 2017 au 11 février 2022, il est évêque auxiliaire de Lille et évêque titulaire de Maillezais. Depuis le 11 février 2022, il est archevêque de Dijon.

## Biographie
Antoine Hérouard est né le 10 août 1956. Il est diplômé de l'École des hautes études commerciales de Paris. Il a fait ses études de théologie à Rome, au séminaire pontifical français et à l’université pontificale grégorienne : il est titulaire d’une licence canonique en théologie morale.
Il a été ordonné prêtre en 1985 pour le diocèse de Paris et il a exercé différents ministères en paroisse, en aumônerie, comme professeur de morale sociale au Studium du séminaire de Paris.
Il a notamment été représentant du cardinal Lustiger à la commission nationale consultative des droits de l’homme (CNCDH) et vicaire épiscopal pour la solidarité et aumônier diocésain du Secours catholique. Il est élu secrétaire général de la Conférence des évêques de France, le 6 novembre 2007, à la fin des élections qui se sont déroulées dans le cadre de la 45e assemblée des évêques qui s'est tenue à Lourdes, du 3 au 8 novembre 2007.
Après deux mandats à ce poste où il est apprécié pour sa gestion efficace des services de la Conférence, il est nommé comme recteur du séminaire pontifical français de Rome le 9 avril 2014 où il succède à Sylvain Bataille.

### Évêque
Le 22 février 2017, il est nommé évêque auxiliaire de Lille par le pape François pour remplacer Gérard Coliche, âgé de 75 ans. Il reçoit l'ordination épiscopale des mains de Laurent Ulrich, archevêque de Lille, le dimanche 30 avril, en la cathédrale Notre-Dame-de-la-Treille.
Le 6 juin 2019, le pape François nomme Antoine Hérouard « délégué apostolique pour le sanctuaire de Lourdes », de façon temporaire ; il reste évêque auxiliaire de Lille. L'objectif affiché est de redonner priorité à la vocation spirituelle du sanctuaire, alors que celui-ci, déficitaire depuis de nombreuses années, a renoué avec une situation financière positive en 2018,.
Le 11 février 2022, le pape François le nomme archevêque de Dijon. Antoine Hérouard est installé le dimanche 13 mars en la cathédrale Saint-Bénigne de Dijon, en présence de l'archevêque métropolitain de Lille, Laurent Ulrich, Benoît Rivière, évêque d'Autun et de Celestino Migliore, nonce apostolique en France.

## Distinctions
Antoine Hérouard a reçu lundi 8 avril 2013 les insignes de chevalier de la Légion d’honneur des mains de Laurent Touvet, directeur des libertés publiques et des affaires juridiques au ministère de l’intérieur.

## Prises de position

### Engagement social des chrétiens
Lors de la 40e rencontre des secrétaires généraux des conférences épiscopales, qui s’est tenue en Écosse, à Édimbourg du 29 juin au 2 juillet 2012, Antoine Hérouard, témoignant de la « vitalité de l’Église en France, qui même si elle vit des difficultés, a un dynamisme réel », appelle à l'engagement social des chrétiens:

« Il est nécessaire que l’Église et les chrétiens, aussi bien au niveau des responsables que des fidèles, soient présents dans la société et expriment ce qu’ils pensent, dans une perspective de recherche du bien commun pour l’ensemble de la société »

.

### Finances de l'Église
À la suite d'une affaire grave de détournement de fonds par une employée de la Conférence des évêques de France, Antoine Hérouard, indigné, rappelle l'exigence de professionnalisme dans le service de l'Église au nom du respect du don des fidèles :

« L'Eglise est une organisation qui repose sur la confiance. Cette malencontreuse affaire démontre que certains en abusent. Cela nous pousse à être chaque jour encore plus professionnel »

.